# Den tilslørede Dame
Den tilslørede Dame er en amerikansk stumfilm fra 1918 af Charles Maigne.

## Medvirkende
- Alice Brady som Hetty Castleton
- Myrtle Stedman som Sara Wrandell
- Louise Clark som Mrs. Wrandell
- A. J. Herbert som Leslie Wrandell
- Harold Entwistle som Mr. Wrandell Senior